# Hannes Kell

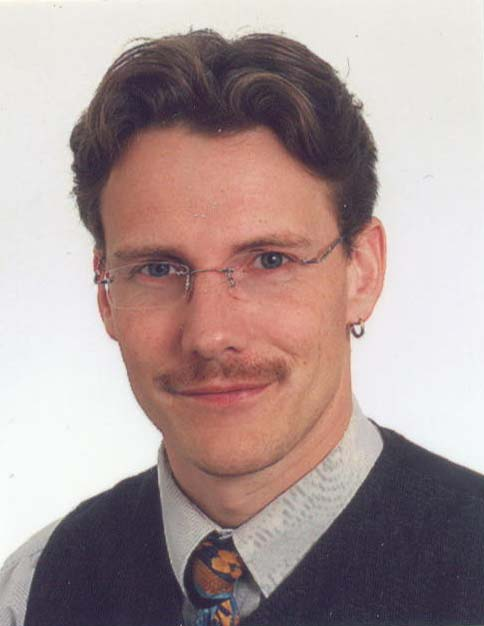
Hannes Wilhelm-Kell

Hannes Wilhelm-Kell (ur. 13 maja 1970 w Dreźnie) – serbskołużycki działacz społeczny i polityk, od 2005 przewodniczący Łużyckiej Partii Ludowej. 

## Życiorys
Po uzyskaniu matury w 1989 w Dreźnie pracował w branży rolniczej. W 1994 uzyskał dyplom inżyniera rolnictwa na Uniwersytecie w Lipsku. Po odsłużeniu wojska (1995) pracował jako doradca majątkowy (1996–2005), a od 2005 związany jest z bankowością. 
Języka dolnołużyckiego nauczył się już jako dorosły. Podczas studiów w Lipsku był członkiem związku studenckiego "Sorabija Lipsk". W 1999 znalazł się wśród założycieli Stowarzyszenia Pónaschemu, jest członkiem jego zarządu. Rok wcześniej został członkiem "Związku na rzecz Promocji Używania Języka Dolnołużyckiego w Kościele" (niem. Verein zur Förderung des Gebrauchs der Wendischen Sprache in der Kirche). W marcu 2005 zakładał Łużycką Partię Ludową, której jest przewodniczącym. 
Ma żonę i dwójkę dzieci. W rodzinie mówi się w języku dolnołużyckim. 